# Burgerweeshuis (Amsterdam, IJsbaanpad)

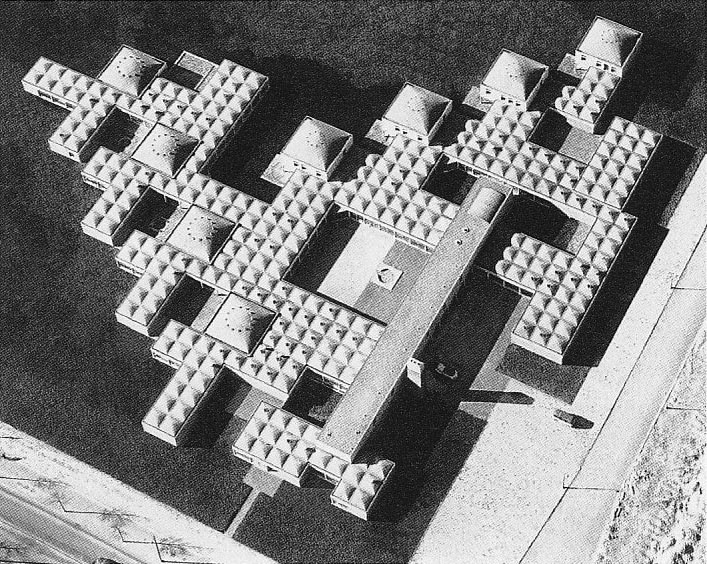
Van bovenaf is de bijzondere plattegrond van het Burgerweeshuis goed zichtbaar.

Het voormalige Burgerweeshuis aan het IJsbaanpad in Amsterdam-Zuid werd in 1958-1960 gebouwd door Aldo van Eyck en is het eerste voorbeeld van het structuralisme. Aldo van Eyck verwierf ermee veel aanzien in binnen- en buitenland. Het gebouw is opgebouwd uit 328 kleine eenheden, vier enkellaags grote eenheden, vier grote eenheden met een verdieping en een opgetild langwerpig volume met daaronder de ondergrondse fietsenstalling. De verschillende eenheden zijn gegroepeerd rond enkele patio's en een binnenplaats.

## Architectuur
De kleine modules meten 3,36 × 3,36 meter en hebben vier ronde kolommen op de hoeken en een koepeldak, waarbij de overspanning tussen de kolommen is gemaakt door architraven. Deze architraven vormen een constant niveau, waaronder de vloeren en vensters in hoogte verschillen. Per paviljoen was dit door Van Eyck - afhankelijk van de leeftijdsgroep - specifiek vormgegeven.
De gevel bestaat uit een glazen pui of dichte wand van donkerbruine baksteen. De koepelvormige dakelementen zijn uitgevoerd in prefab beton. De grote koepels hebben een lengte en breedte die drie keer zo groot is als die van de kleine koepels. De verdiepingen hebben een gevel van prefab betonnen elementen.
Van Eyck liet zich leiden door het motto: "een kleine wereld in een grote, een grote wereld in een kleine, een huis als een stad, een stad als een huis, een thuis voor kinderen". Dit kwam in de verschillende paviljoens tot uiting door de vele bouwkundige speel- en gebruikselementen die in maatvoering op kinderen waren afgestemd.
Het Burgerweeshuis aan het IJsbaanpad was in gebruik van 1960 tot 1991. Voorheen was het Amsterdamse Burgerweeshuis het pand waarin nu het Amsterdam Museum (vroeger het Amsterdams Historisch Museum) gevestigd is. Het gebouw aan het IJsbaanpad werd in 1991 grondig gerenoveerd, waarbij het noordelijk deel werd herbestemd tot kantoor. Het Berlage instituut werd in het zuidelijk deel van het pand gehuisvest. De wijzigingen die het gebouw hiervoor moest ondergaan, zijn in 1990-1991 door Van Eyck zelf ontworpen.
Het Burgerweeshuispad achter het vroegere Burgerweeshuis herinnert nog aan de vroegere bestemming van dit gebouw.
Het aan deze straat gelegen kantorencomplex Tripolis (1994) is ook door Aldo van Eyck ontworpen ten tijde van renovatie. Met de opbrengst van dit pand kon sloop van het Burgerweeshuis worden voorkomen.

## Renovatie
Na gebruik als zorginstelling, academiegebouw en kantoor heeft het Burgerweeshuis langdurig leeg gestaan en raakte in verval. Het complex is in 2014 aangekocht door Burgerweeshuis VOF. Het gebouw is in diezelfde periode aangewezen als rijksmonument.
Begin 2015 is begonnen met de renovatie van het pand tot kantooromgeving.
Om een comfortabel werkklimaat te creëren zijn isolatieglas, vloerverwarming en convectoren in de werkgebieden toegepast. De ruimteakoestiek is verbeterd door een laag akoestisch spuitwerk aan de binnenkant van de koepels. Tevens zijn hierin de elektra-installaties voor o.a. de verlichting weggewerkt.
Met de renovatie zijn niet-originele wanden en deuropeningen verwijderd. Originele lichtornamenten en latere uitbreidingen van het gebouw uit de jaren 1990 naar ontwerp van Van Eyck zijn gehandhaafd en zorgvuldig gerestaureerd. Op de gevel is de taaie betoncoating verwijderd; het schoonbeton en het metselwerk zijn hersteld en gereinigd. De buitenruimten zijn nieuw aangelegd.
Begin 2018 is het Burgerweeshuis in gebruik genomen door gebiedsontwikkelaar Bouwfonds Property Development (BPD). Hierbij zijn de principes van het Nieuwe Werken toegepast in de – deels historische – interieurs. De BPD Kunstcollectie heeft een plek gekregen in de gangen en de patio’s. De collectie en het Burgerweeshuis zijn regelmatig door middel van een rondleiding te bezoeken.

## Trivia
In december 2018 is de renovatie van het Burgerweeshuis uitgeroepen tot winnaar van de Geurt Brinkgreve Bokaal 2018, de prijs voor de meest verdienstelijke herbestemming van cultureel erfgoed in Amsterdam.